# Stazione di Vanzaghello-Magnago
La stazione di Vanzaghello-Magnago è una stazione ferroviaria posta sulla linea Saronno-Novara, a servizio dei comuni di Vanzaghello e Magnago.

## Storia
La stazione fu inaugurata nel 1887, dalla Società Anonima per la Ferrovia Novara-Seregno, all'apertura della tratta Novara–Busto Arsizio. Fu completamente ricostruita nel 2008, in occasione del raddoppio della linea, con la costruzione di un nuovo fabbricato viaggiatori.

## Strutture ed impianti
Il fabbricato viaggiatori è un edificio costruito nel 2008 al cui interno è presente una biglietteria Trenord, mentre al suo fianco è presente un bar provvisto di servizi igienici, attualmente non più in esercizio; dal 2020, i locali della stazione ospitano un Distaccamento della Guardia Nazionale, dipendente dal Comando Provinciale di Milano.
L'impianto è dotato dei due binari di corsa della ferrovia Saronno-Novara.
La stazione risulta telecomandata dal DCO di Saronno.
In passato, era presente un piccolo scalo merci.
Sono inoltre presenti due pannelli luminosi digitali (uno per binario) che indicano il treno in partenza entro 10 minuti, alcune informazioni su di esso ed il suo eventuale ritardo, i pannelli sono integrati dall'annuncio vocale automatico che fornisce le medesime informazioni sui treni in arrivo.

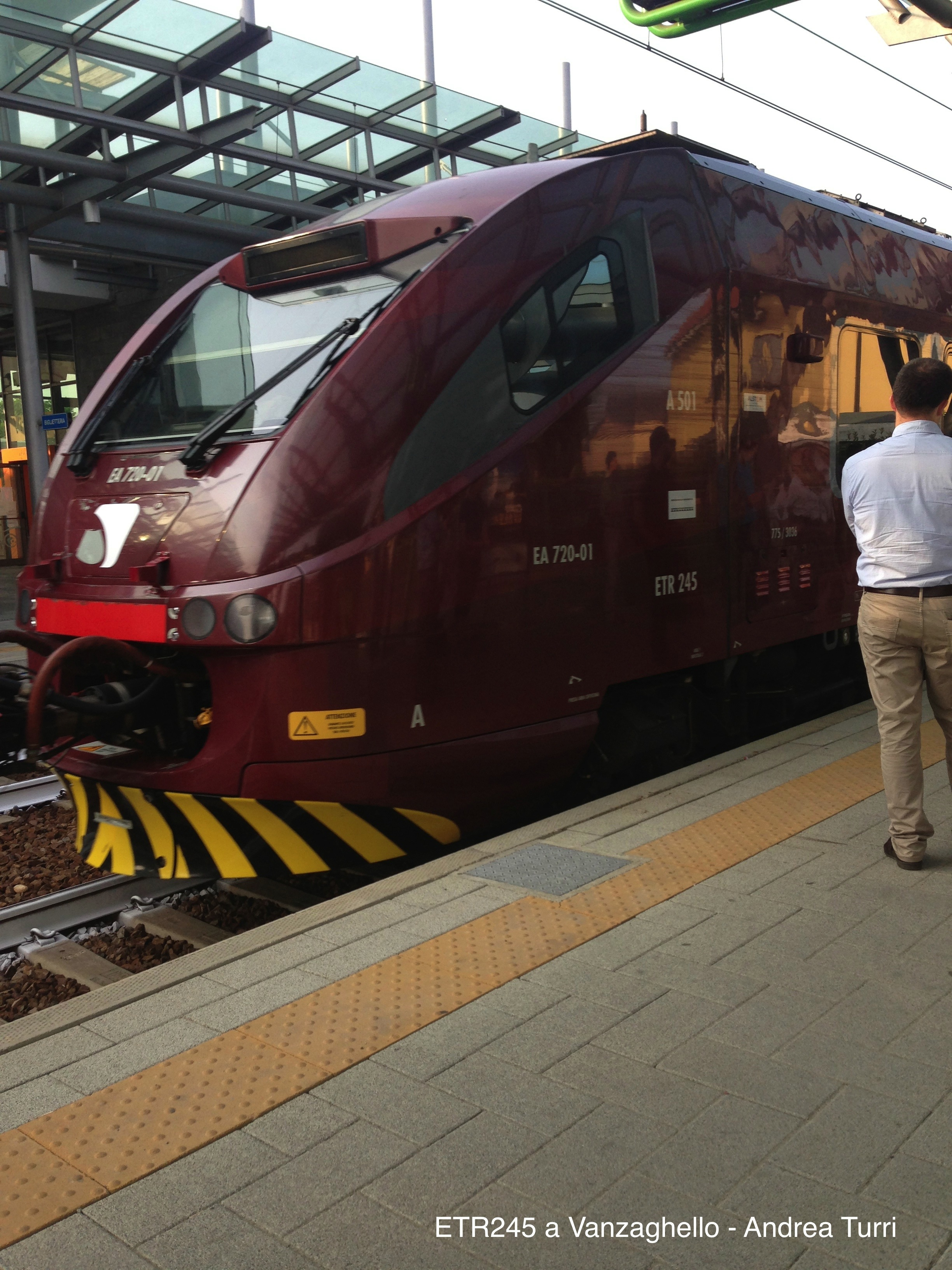
CSA Trenord in arrivo a Vanzaghello

## Movimento
La stazione è servita dai treni regionaliTrenord in servizio sulla tratta Milano Cadorna–Saronno–Novara, cadenzati a frequenza oraria, con rinforzi alla mezz’ora nelle ore di punta, verso Milano la mattina e verso Novara la sera.

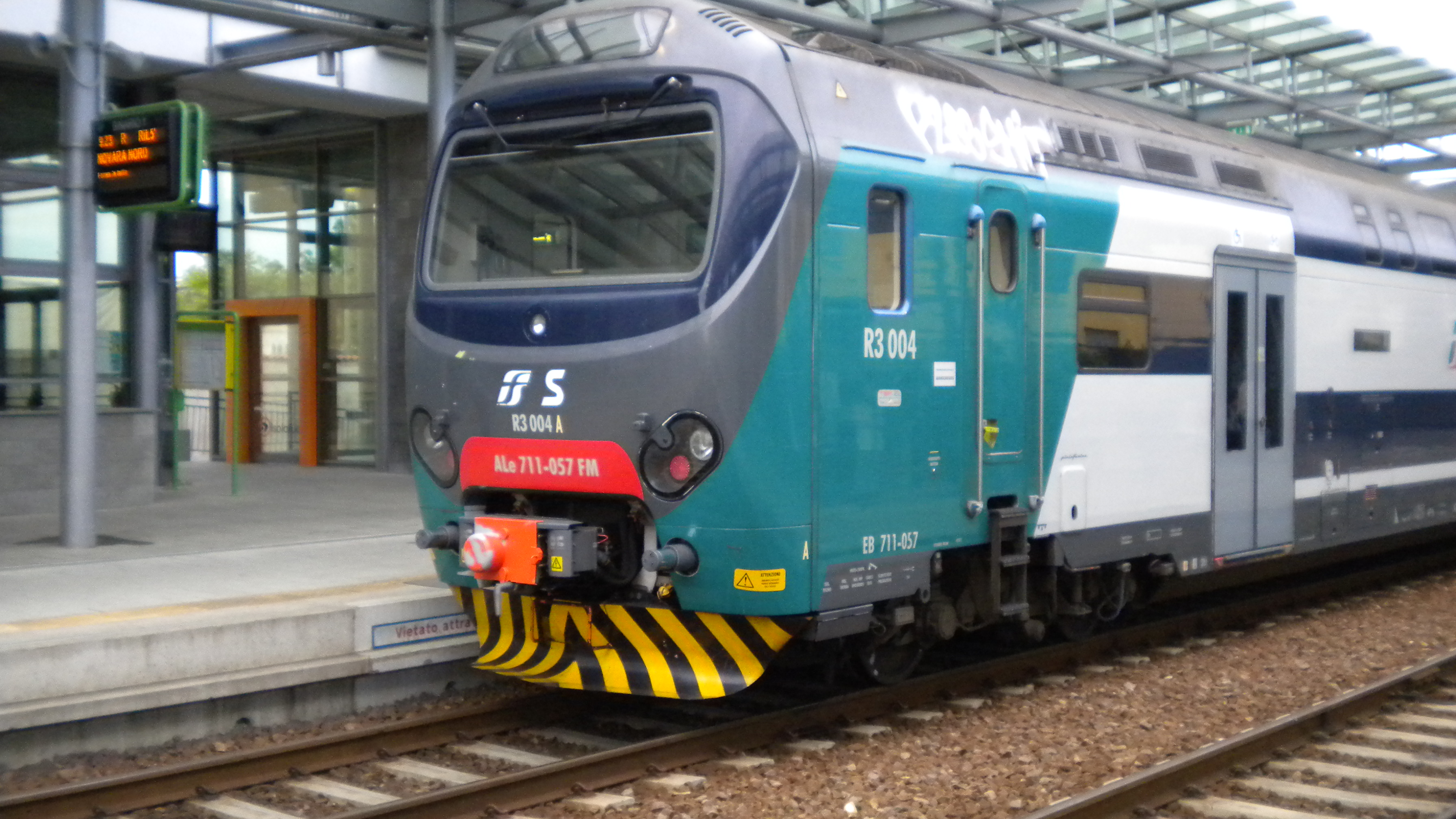
Treno TSR fermo in partenza per Novara

## Interscambi
L'impianto è servito dalle autocorse sostitutive operate da FNMA e collegato ai paesi limitrofi dai bus della società "Movibus".

## Servizi
- Biglietteria self service
- presidio della Guardia Nazionale
- Ciclostazione